# Formale Semantik
Formale Semantik beschäftigt sich mit der exakten Bedeutung von Termen in künstlichen oder natürlichen Sprachen. Dabei kann sowohl die Bedeutung in bestehenden Sprachen untersucht als auch die Bedeutung in neu geschaffenen Sprachen festgelegt werden. In Abgrenzung zur Semantik im allgemeinen Sinn, wie sie vor allem in Philosophie und Linguistik betrieben wird, arbeitet die formale Semantik mit rein formalen, logisch-mathematischen Methoden.
Formale Semantik wird in der Logik, in der Informatik und in der Linguistik betrieben. Wegen der Wichtigkeit exakter Bedeutungstheorien für die genannten drei Disziplinen und wegen unterschiedlicher Schwerpunkte und Zielsetzungen – teils auch wegen unterschiedlicher Methoden – hat jede dieser Wissenschaften heute ein eigenes Teilgebiet, das als formale Semantik bezeichnet wird. Die formale Semantik in Logik, jene in Informatik und die formale Semantik in Linguistik sind jedoch in vielerlei Hinsicht miteinander verflochten und greifen häufig ineinander bzw. auf die Ergebnisse der jeweils anderen zurück.
Die moderne formale Semantik hat ihren Ursprung in Arbeiten von Alfred Tarski, Richard Montague, Alonzo Church und anderen.

## Formale Semantik in Logik und Informatik
In der Logik beschäftigt sich die Semantik mit der exakten Bedeutung von Termen in Sprachen. In der Informatik soll sie die Semantik eines Computerprogramms  syntaktisch ausdrücken und so mathematischen Beweisen zugänglich machen.

## Formale Semantik in der Linguistik
In der allgemeinen Linguistik ist die formale Semantik eine Semantik, die mit Hilfe der Logik und Mathematik betrieben wird. Die Bedeutung von Sätzen in einer natürlichen Sprache wird mit Hilfe einer formalen Metasprache erfasst. Aufbauend auf dem Kompositionalitätsprinzip von Gottlob Frege wird erforscht, was die einzelnen Teile eines Satzes zu dessen Gesamtbedeutung beitragen. Das Zusammenwirken der einzelnen Bestandteile des Satzes wird durch eine Formalisierung der natürlichen Sprache mit Hilfe von Montaguegrammatiken und ähnlichen Methoden erreicht.
Die formale Semantik ist mit verschiedenen syntaktischen Modellen wie dem minimalistischen Programm, der Kategorialgrammatik oder der Functional Grammar kompatibel.
In der formalen Semantik dient die Lambda-Abstraktion dazu, "aus einer Formel Prädikate zu erzeugen, Individuen als generalisierte Quantoren darzustellen und die Semantik von Quantoren und Determinanten [zu] formalisieren." Das Gegenteil der Lambda-Abstraktion ist die Lambda-Konversion.